# Ottokar Israel
Ottokar Israel (* 14. Juni 1919 in Königsberg; † 13. September 2004 in Süsel) war ein deutscher Historiker, Archivar und Genealoge. Er leitete von 1970 bis 1979 das Stadtarchiv Braunschweig.

## Leben
Der Sohn des preußischen Obersteuerinspektors Alfred Israel verbrachte seine Kindheit in Königsberg, bis der Vater 1932 nach Görlitz versetzt wurde. Nach der Machtergreifung durch die Nationalsozialisten wurde der Vater 1933 durch das Gesetz zur Wiederherstellung des Berufsbeamtentums aufgrund seiner jüdischen Herkunft aus dem Staatsdienst entlassen. Ottokar Israel legte 1937 am Görlitzer Gymnasium Augustum das Abitur ab. Die Aufnahme eines Studiums der Geschichte wurde ihm verwehrt, so dass er zunächst Evangelische Theologie an der Kirchlichen Hochschule Bethel studierte. Er wurde zum Reichsarbeitsdienst und zur Wehrmacht einberufen. Nach der Entlassung aus sowjetischer Kriegsgefangenschaft 1946 studierte er an der Universität Göttingen Geschichte, Germanistik und Evangelische Theologie. Er wurde 1951 bei dem Mediävisten Hermann Heimpel mit der Dissertation Das Verhältnis des Hochmeisters des Deutschen Ordens zum Reich im 15. Jahrhundert promoviert, die noch heute als Standardwerk gilt. Israel legte 1952 das Erste Staatsexamen für das Lehramt an Gymnasien ab, wechselte jedoch an die 1949 gegründete Archivschule Marburg, wo er die Ausbildung für den höheren Archivdienst absolvierte. Er war seit 1954 als Staatsarchivassessor am Niedersächsischen Staatsarchiv Aurich tätig, bevor er 1959 an das Niedersächsische Staatsarchiv Osnabrück versetzt wurde. Dort wurde er 1965 zum Archivoberrat und stellvertretenden Direktor ernannt.
Am 1. April 1970 wurde Israel als Nachfolger von Richard Moderhack zum Direktor des Stadtarchivs Braunschweig berufen. Gleichzeitig leitete er die Stadtbibliothek Braunschweig und die Öffentliche Bücherei. Während seiner Amtszeit trat am 1. März 1974 die Gebietsreform in Kraft, in deren Folge das Schriftgut von bis dahin 22 selbständigen Gemeinden an das Stadtarchiv abgegeben wurde. Israel engagierte sich besonders für die Publikation stadt- und landesgeschichtlicher Themen, unter anderem in den Reihen Braunschweiger Werkstücke und Kleine Schriften. Er leitete lange Jahre die Arbeitsgemeinschaft der niedersächsischen Kommunalarchivare (ANKA) und die Deutsche Arbeitsgemeinschaft genealogischer Verbände. Weiterhin war er Geschäftsführer des Braunschweigischen Geschichtsvereins.
Aus gesundheitlichen Gründen trat Israel am 31. Dezember 1979 auf eigenen Wunsch in den Ruhestand.

## Schriften (Auswahl)
- Das Verhältnis des Hochmeisters des Deutschen Ordens zum Reich im 15. Jahrhundert, Marburg (Lahn), Johann-Gottfried-Herder-Inst., 1952.
- Das Osnabrücker Land in alten Karten, Plänen und Bildern: Ausstellung des Städtischen Museums und des Niedersächsischen Staatsarchivs Osnabrück vom 22. Sept. bis 24. Okt. 1959, Ausstellungskatalog, Osnabrück 1959.